# BMW na dirkah nemškega prvenstva turnih avtomobilov (DTM)
Zgodovina nemškega tekmovanja turnih avtomobilov sega v zgodnja šesteseta leta. Čeprav gre za isto tekmovanje, se je skozi leta prvenstvo prilagajalo standardom in tudi večkrat preimenovalo. Sedanje nemško turno tekmovanje avtomobilov obsega tudi nekaj dirkališč izven Nemčije.
Deutsche Rundstrecken-Meisterschaft für Tourenwagen (DRMfT)
- Sezona 1961:

BMW je v skupini do 700 cm³ prostornine z dirkalnikom BMW 700 osvojil konstruktorski naslov prvaka, dirkač Walter Schneider pa naslov prvaka med dirkači.
- Sezona 1964:

Dirkač Hubert Hahne je postal prvak med dirkači z dirkalnikom BMW 1800 TI, kjer je BMW osvojil tudi konstruktorski naslov v skupini do 2000 cm³ prostornine.
- Sezona 1966:

BMW ponovno osvoji konstruktorski naslov prvaka z ekipo Schnitzer v skupini do 2000 cm³ prostornine z dirkalnikom BMW 1800 TI in dirkačem Josefom Schnitzerjem.
Deutsche Automobil-Rundstrecken-Meisterschaft (DARM)
- Sezona 1970:

Nastopijo z dirkalnikom BMW 1602 in z ekipo BMW-Alpina v razredu do 1600 cm³ prostornine in osvojijo konstruktorski naslov v svojem razredu. Dirkač Dieter Hegels pa naslov prvaka med dirkači.
Deutsche Rennsport-Meisterschaft (DRM)
- Sezona 1972:

BMW je tekmoval z dirkalnikom BMW 2002 TI in zmagal v diviziji II na 4. dirki na letališki stezi Diepholz, Nemčija. Z dirkalnikom BMW 2800 CS pa so v svojem razredu divizije III zmagali na dirki 6 ur Nürburgringa, ki je štela za prvenstvo DRM.
- Sezona 1973:

Z dirkalnikom BMW 3.0 CSL so zmagali na štirih prvenstvenih dirkah divizije I in tudi osvojili dirko 6 ur Nürburgringa, ki je štela za prvenstvo. Z dirkalnikom BMW 2002 TI pa so trikrat zmagali v prvenstvu v diviziji II.
- Sezona 1974:

Z dirkalnikom BMW 3.0 CSL so zmagali na dveh prvenstvenih dirkah divizije I, z dirkalnikom BMW 2002 TI pa so trikrat zmagali v prvenstvu v diviziji II.
- Sezona 1975:

BMW tekmuje z novim dirkalnikom BMW 3.5 CSL in štirikrat zmaga v diviziji I. Z dirkalnikom BMW 2002 TI pa enkrat zmagajo v diviziji II.
- Sezona 1976:

V prvenstvu so zmagali na dveh dirkah divizije II z dirkalnikom BMW 2002 TI.
- Sezona 1977:

Z novim dirkalnikom BMW 320i šestkrat zmagajo v diviziji II, pravtako z dirkalnikom BMW 2002 Turbo v isti diviziji.
- Sezona 1978:

BMW je predstavil nov dirkalnik v diviziji II BMW 320 Turbo z avstrijskim dirkačem Haraldom Ertlom in ekipo Schnitzer Motorsport, kjer so zmagali na osmih dirkah prvenstva. Osvojili so konstruktorski naslov prvaka, dirkač Harald Ertl pa je postal skupni prvak med dirkači. Z dirkalnikom BMW 320i pa so dvakrat zmagali v diviziji II.
- Sezona 1979:

BMW je nastopal z dirkalnikom BMW 320 Turbo in trikrat zmagal v diviziji II.
- Sezona 1980:

Tudi v tej sezoni je BMW nastopal z dirkalnikoma BMW 320 Turbo in štirikrat zmagal v diviziji II.
- Sezona 1981:

V diviziji I so nastopili z dirkalnikom BMW M1 in trikrat zmagali.
Deutsche Tourenwagen-Meisterschaft (DTM)
- Sezona 1984:

BMW je z novim dirkalnikom BMW 635 CSi zmagal na petih tekmah prvenstva, z dirkalnikom BMW 323i pa so zmagali na dirki 200 milj Nürburgringa, ki je štela za prvenstvo DTM. Skupno so osvojili konstruktorski naslov, nemški dirkač Volker Strycek pa naslov prvaka med dirkači.
- Sezona 1985:

Z dirkalnikom BMW 635 CSi so zmagali enkrat v belgijskem Zolderju, prav tako so zmagali enkrat v prvenstvu z dirkalnikom BMW 323i. Osvojili so konstruktorski naslov.
- Sezona 1986:

BMW je spet osvojil konstruktorski naslov v prvenstvu, z dirkalnikom BMW 635 CSi pa so zmagali enkrat.
- Sezona 1987:

Predstavili so nov dirkalnik BMW M3, ki ga je vozil belgijec Eric van de Poele, čeprav belgijec ni zmagal na niti eni dirki sezone, je osvojil naslov prvaka med dirkači, BMW pa med konstruktorji. Z dirkalnikom BMW M3 so zmagali petkrat v prvenstvu.
- Sezona 1988:

BMW je zmagal petkrat v prvenstvu z dirkalnikom BMW M3 in osvojil konstruktorski naslov.
- Sezona 1989:

Zmagali so sedemkrat v prvenstvu z dirkalnikom BMW M3 in osvojili konstruktorski naslov prvaka. Italijanski dirkač Roberto Ravaglia pa je osvojil naslov prvaka.
- Sezona 1990:

Z malenkost prenovljenim dirkalnikom BMW M3 Sport Evolution zmagajo na devetih dirkah prvenstva in spet osvojijo konstruktorski naslov prvaka.
- Sezona 1991:

Z dirkalniki BMW M3 Sport Evolution so zmagali na osmih dirkah prvenstva.
- Sezona 1992:

Zmagali so na sedmih dirkah prvenstva z dirkalnikom BMW M3 Sport Evolution.
Deutsche Tourenwagen-Masters (DTM)
- Sezona 2012:

Po ponovni vrnitvi v tekmovanje so predstavili nov dirkalnik BMW M3 DTM. Motor dirkalnika je bil 8 valjnik z 4000 cm³ prostornine in moči okoli 480 KM. Z dirkalniki BMW M3 DTM so zmagali na petih dirkah prvenstva in osvojili konstruktorski naslov, kanadčan Bruno Spengler, ki je tekmoval v ekipi BMW Team Schnitzer pa je osvojil naslov prvaka med dirkači.
- Sezona 2013:

Z dirkalniki BMW M3 DTM so zmagali na petih dirkah in ponovno osvojili konstruktorski naslov v prvenstvu.